# Lista amerykańskich okrętów nazwanych po żyjących Amerykanach
United States Navy ma długą tradycję nienazywania okrętu imieniem pochodzącym od żyjącej osoby, ma także równie długą tradycję rzadkiego łamania tej tradycji. Była ona łamana zarówno w US Navy jak i Continental Navy. Nazwy te to jednak bardzo mała część dziesiątek tysięcy nazw statków jakie zostały przyjęte do służby. Zazwyczaj nazwę nadawano w momencie chrztu statku, który odbywał się w trakcie wodowania - jakiś czas przed nabyciem go przez Marynarkę i długo przed przyjęciem do aktywnej służby.
Wszyscy wymienieni na tej liście poza Jimmy Carter i George H.W. Bush nie żyją.
Carl Vinson, John Stennis, i Paul Nitze zmarli przed przyjęciem do służby.
Joshua Talbott i Richmond K. Turner zmarli po położeniu stępki, ale przed zwodowaniem.
- Kilka statków nosiło miano "George Washington" zanim zmarł on w 1799. W tej liczbie są przynajmniej cztery w latach 1770-80 i kolejny w 1798. (Zobacz też USS Washington) 
  - USS "Washington" (1775) był szkunerem (wcześniej "Endeavor") nabyty przez Waszyngtona w październiku 1775, przemianowany na Washington i przeżaglowany na brygantynę.
  - USS "Washington" (1776) był okrętem wiosłowym (row galley), który operował w zatoce Narragansett Bay podczas zimy i wiosny w 1776.
  - USS "Washington" (1776) był jedną z 13 fregat autoryzowanych przez Continental Congress. Został zwodowany w sierpniu 1776.
  - USS "Washington" (1776), dwumasztowy galeon z ożaglowaniem łacińskim (a lateen-rigged two-masted galley), został zbudowany na jesieni 1776
  - USS "George Washington" (1798), przyjęty do służby w 1798
- Nazwę USS Hancock nosiły dwa statki przed śmiercią Johna Hancocka w październiku 1793 (zobacz też USS Hancock)
  - USS "Hancock" (1775) - dawniej szkuner "Speedwell", włączony do służby w październiku 1775.
  - USS "Hancock" (1776) był fregatą z czasów wojny o niepodległość USA, włączoną do służby w 1776.
- USS "Franklin" (1775) był 6 działowym szkunerem, został wyposażony w 1775; Benjamin Franklin zmarł w 1790. (Zobacz też USS Franklin)
- USS "Lady Washington" (1776) został włączony do służby w 1776; Martha Washington zmarła w 1802.
- USS "Deane" (1778) został włączony do służby w 1778; Silas Deane zmarła w 1789.
- USS "John Adams" (1799) został zwodowany w 1799; John Adams zmarł 4 lipca 1826.
- USS "Jefferson "(1814) został zwodowany w 1814; Thomas Jefferson zmarł 4 lipca 1826.
- Trzy okręty nosiły miano Jamesa Madisona przed jego śmiercią 28 czerwca 1836.
  - USS "James Madison" (1807) został przyjęty do służby w 1807.
  - USS "Madison" (1812) był 14 działowym szkunerem zwodowanym w 1812.
  - USS "Madison" (1832) był szkunerem typu "Van Buren",zaprojektowanym przez Edwarda Preble i zbudowanym w 1832.
- USS "Van Buren" (1839) został przyjęty do służby w 1839; Martin Van Buren zmarł w czerwcu 1862. (Zobacz też USS Van Buren)
- USS "Holland" (SS-1) został przyjęty do służby w 1900; John Philip Holland zmarł w sierpniu 1914.
- USS "Cleveland" (PG-33) został zwodowany w 1901 i przyjęty do służby w 1903: Stephen Grover Cleveland zmarł w 1908.
- Stępkę USS "J. Fred Talbott" (DD-156) położono w lipcu 1918, Joshua Frederick Cockey Talbott zmarł w październiku 1918. Okręt nie został zwodowany przed grudniem 1918, i nie został przyjęty do służby przed czerwcem 1919.
- Stępka USS "Richmond K. Turner" (CG-20) została położona w styczniu 1961, Richmond K. Turner zmarł w lutym. Okręt nie został zwodowany przed 1963 i przyjęty do służby przed 1964.
- Nazwę USS "Carl Vinson" (CVN-70) nadano w 1980; Carl Vinson zmarł w 1981 (przed przyjęciem okrętu do służby)
- Nazwę USS "Hyman G. Rickover" (SSN-709) nadano w 1983, Hyman Rickover zmarł w 1986.
- Nazwę USS "Arleigh Burke" (DDG-51) nadano w 1989; Arleigh Burke zmarł w 1996.
- Nazwę USS " John C. Stennis" (CVN-74) nadano w 1993; John Stennis zmarł w 1995 zanim okręt został przyjęty do służby.
- Nazwę USNS "Bob Hope" (T-AKR-300) nadano w 1997; Bob Hope zmarł w 2003.
- Nazwę USS "Ronald Reagan" (CVN-76) nadano w 2001; Ronald Reagan zmarł w 2004.
- Nazwę USS "Nitze" (DDG-94) nadano w  kwietniu 2004, Paul Nitze zmarł w październiku 2004 przed przyjęciem okrętu do służby.
- Nazwę USS "Jimmy Carter" (SSN-23) nadano w 2004; Jimmy Carter zmarł w 2024.
- Nazwę USS "George H.W. Bush" (CVN-77) nadano w 2006. George H.W. Bush zmarł w 2018.